# نبرد مرزیفون
نبرد مرزیفون (انگلیسی: Battle of Mersivan)، نبردی در سال ۱۱۰۱ میان نیروهای صلیبی به رهبری رمون دو سن-ژیل و نیروهای سلجوقیان به رهبری قلج ارسلان یکم در شمال آناتولی طی جنگ صلیبی ۱۱۰۱ بود که در انتها با پیروزی ترکان سلجوقی به پایان رسید.